# ليك دي كلابيرز، ماركيز دي فوفينارج
لوك دي كلابير، ماركيز دي فوفينارج ( 
نطق فرنسي: [vovnaʁɡ]  ( أنصت)
؛ 6 أغسطس 1715 – 28 مايو 1747) كان كاتبًا وأخلاقيًا فرنسيًا. توفي عن عمر يناهز 31 عامًا، بسبب حالته الصحية المتدهورة، بعد أن نشر في العام السابق - مجهول الهوية - مجموعة من المقالات والأمثال بتشجيع من صديقه فولتير . تلقى إشعارًا عامًا لأول مرة باسمه في عام 1797، ومنذ عام 1857 فصاعدًا، أصبحت أقواله الماثورة شائعة. في تاريخ الأدب الفرنسي، تكمن أهميته بشكل رئيسي في صداقته مع فولتير (أكثر بعشرين عامًا).